# 大十字勳章
大十字勛章（德語：Großkreuz des Eisernen Kreuzes） 是一種頒授予普魯士王國、德意志帝國及納粹德國或其盟友的軍事領袖的勳章。在通常的頒授情況下，它是鐵十字勳章系列的最高級別。此勳章在1813年3月10日拿破崙戰爭時期，與一級和二級鐵十字勳章同時設立。此勳章在1870年普法戰爭及1914年第一次世界大戰及1939年第二次世界大戰三次戰爭中再次被頒發。

## 樣式
大十字勛章與各級十字勋章非常相似，但其尺寸為63毫米，大約為鐵十字勳章的一倍。各時期的大铁十字勋章樣式均略有不同，其中一战时的大十字勋章寫有年份“1914”；二戰時的則改為“1939”並在中间加上了扭轉45度的“卐”標誌。與1939設立的騎士鐵十字勳章相同，此勳章配戴於領口位置。

## 拿破崙戰爭的獲獎者

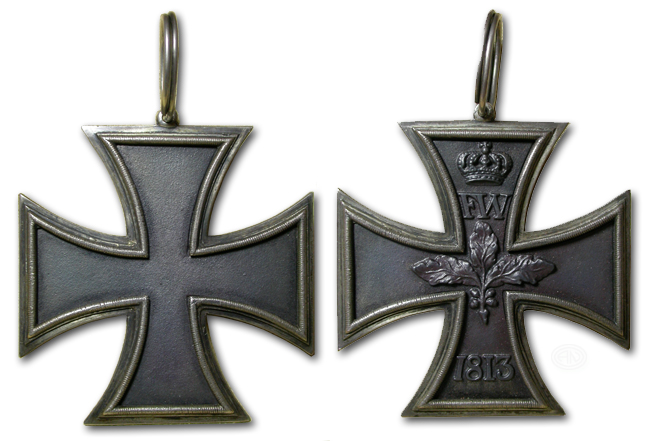
1813年版的大十字勛章

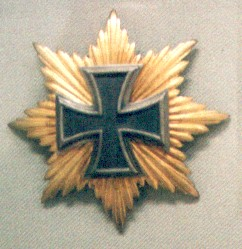
布吕歇尔星形勋章

以下五位將帥因其於拿破崙戰爭時期的功績獲頒大十字勛章，其中布吕歇尔後來獲頒星芒大十字勋章（布呂歇爾之星）：
| 序號 | 相片 | 獲獎者（德語）                                                                      | 軍銜                                    | 獲獎日期      |
| ---- | ---- | ----------------------------------------------------------------------------------- | --------------------------------------- | ------------- |
| 1    |      | 格布哈德·列博莱希特·冯·布吕歇尔（Gebhard Leberecht von Blücher）                    | 普魯士元帥                              | 1813年8月31日 |
| 2    |      | 腓特烈·威廉·馮·比洛（Friedrich Wilhelm Bülow von Dennewitz）                        | 步兵上將                                | 1813年9月15日 |
| 3    |      | 瑞典王储讓-巴蒂斯特·伯納多特（Kronprinz Karl Johann von Schweden）                  | 法國元帥（後為瑞典國王卡爾十四世·約翰） | 1813年秋季    |
| 4    |      | 伊曼纽尔·弗里德里希·格拉夫·冯·维滕贝格（Bogislav Friedrich Emanuel von Tauentzien） | 步兵上將                                | 1814年1月26日 |
| 5    |      | 路德維希·約克·馮·瓦騰堡（Ludwig Yorck von Wartenburg）                              | 普魯士元帥                              | 1814年3月31日 |

## 普法戰爭的獲獎者

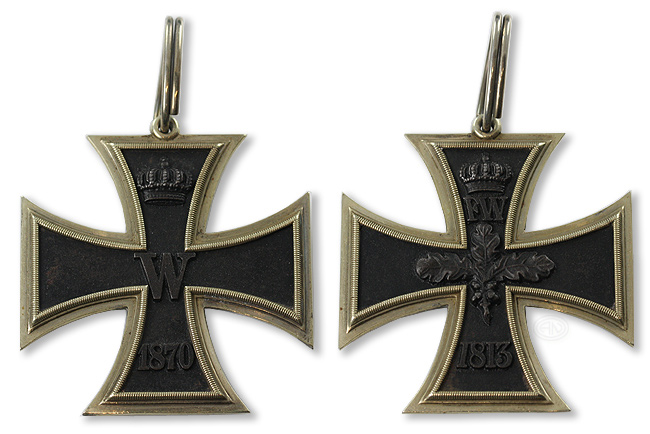
1870版的大铁十字勋章

大十字勛章於1870年7月19日重新設立，以下九位將帥因其於普法戰爭時期的功績獲頒大十字勛章：
| 序號 | 相片 | 獲獎者（德語）                                                                                      | 軍銜                                       | 獲獎日期      |
| ---- | ---- | --------------------------------------------------------------------------------------------------- | ------------------------------------------ | ------------- |
| 1    |      | 赫爾穆特·卡爾·貝恩哈特·馮·毛奇（Helmuth Graf von Moltke）                                           | 德國陸軍元帥                               | 1871年3月22日 |
| 2    |      | 奥古斯特·卡爾·馮·戈本（August Karl von Goeben）                                                     | 步兵上将                                   | 1871年3月22日 |
| 3    |      | 腓特烈·卡尔亲王（Prinz Friedrich Karl von Preußen ）                                                | 德國陸軍元帥                               | 1871年3月22日 |
| 4    |      | 薩克森王储阿尔贝·冯·萨克森（Kronprinz Albert von Sachsen）                                          | 德國陸軍元帥（後為薩克森國王阿爾貝特一世） | 1871年3月22日 |
| 5    |      | 利奥波德·卡尔·奥古斯特·威廉·冯·布莱梅（August Karl von Werder）                                     | 步兵上將                                   | 1871年3月22日 |
| 6    |      | 埃德温·冯·曼陀菲尔（Edwin von Manteuffel）                                                          | 德國陸軍元帥                               | 1871年3月22日 |
| 7    |      | 普鲁士王储腓特烈·威廉（Kronprinz Friedrich Wilhelm von Preußen）                                    | 德國陸軍元帥                               | 1871年3月22日 |
| 8    |      | 普鲁士国王威廉一世（König Wilhelm I. von Preußen）                                                  | 德國陸軍元帥（後為德意志皇帝）             | 1871年6月16日 |
| 9    |      | 梅克倫堡-施威林大公弗里德里希·法蘭茲二世（Großherzog Friedrich Franz II. von Mecklenburg-Schwerin） | 步兵上將 (德國)                            | 1871年12月4日 |

## 第一次世界大戰的獲獎者

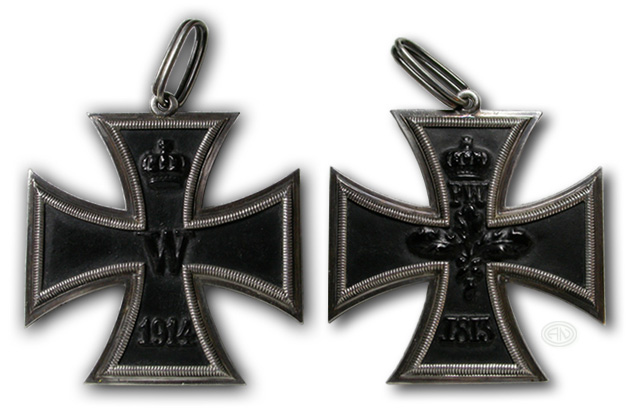
1914版的大十字勋章

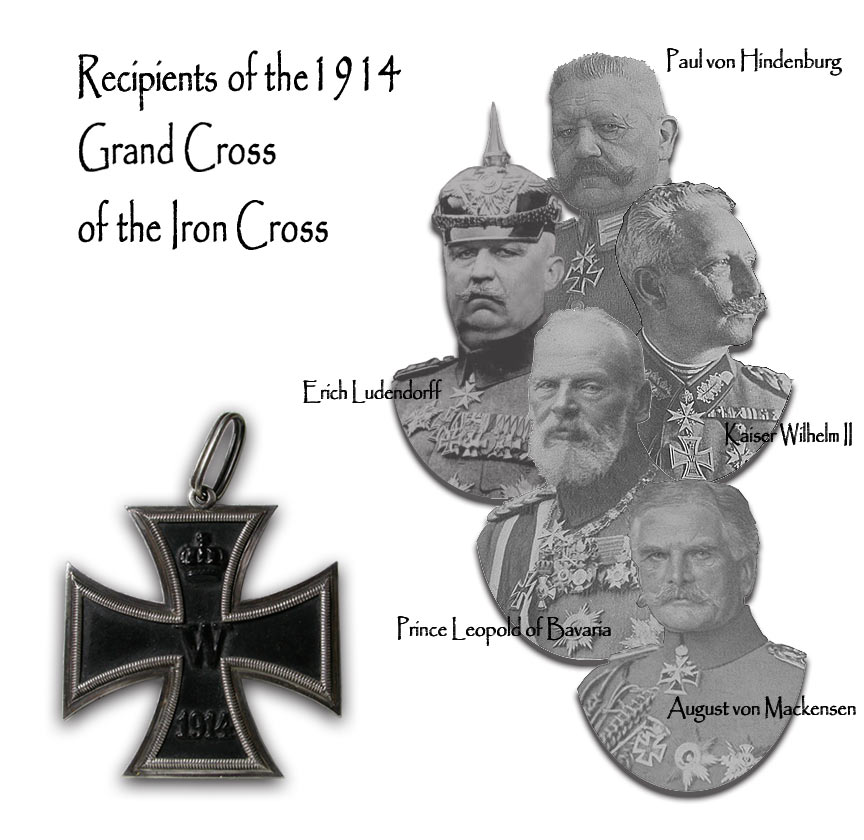
第一次世界大戰的大十字勛章獲獎者

大十字勛章於1914年8月5日重新設立，以下五位將帥因其於第一次世界大戰的功績獲頒大十字勛章，其中興登堡後來獲頒星芒大十字勋章（興登堡之星）：
| 序號 | 相片 | 獲獎者（德語）                                                                       | 軍銜         | 獲獎日期       |
| ---- | ---- | ------------------------------------------------------------------------------------ | ------------ | -------------- |
| 1    |      | 保羅·馮·興登堡（Paul von Hindenburg）                                                | 德國陸軍元帥 | 1916年12月9日  |
| 2    |      | 威廉二世（Kaiser Wilhelm II）                                                        | 德意志皇帝   | 1916年12月11日 |
| 3    |      | 奧古斯特·馮·馬肯森（August von Mackensen）                                           | 德國陸軍元帥 | 1917年1月9日   |
| 4    |      | 巴伐利亚亲王利奥波德·马克西米利安·约瑟夫·玛利亚·阿努尔夫（Prinz Leopold von Bayern） | 德國陸軍元帥 | 1918年3月4日   |
| 5    |      | 埃里希·鲁登道夫（Erich Ludendorff）                                                  | 步兵上將     | 1918年3月24日  |

## 第二次世界大戰的獲獎者

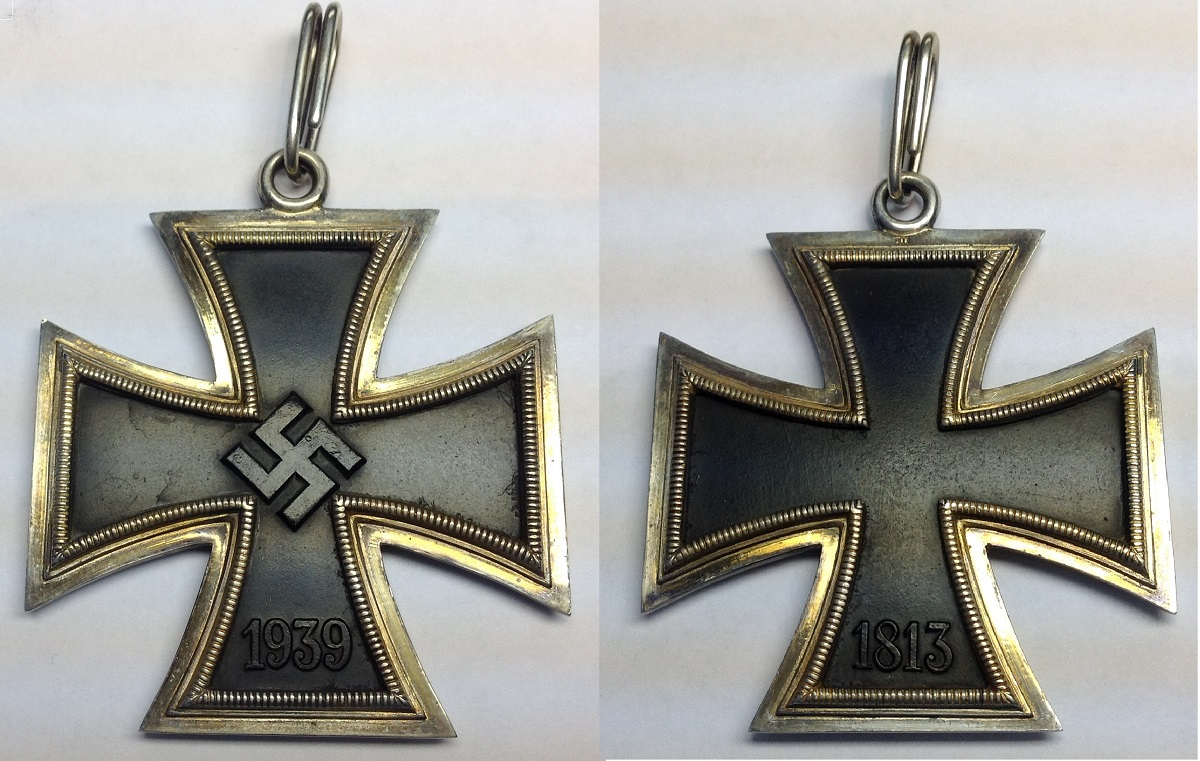
1939版的大十字勋章

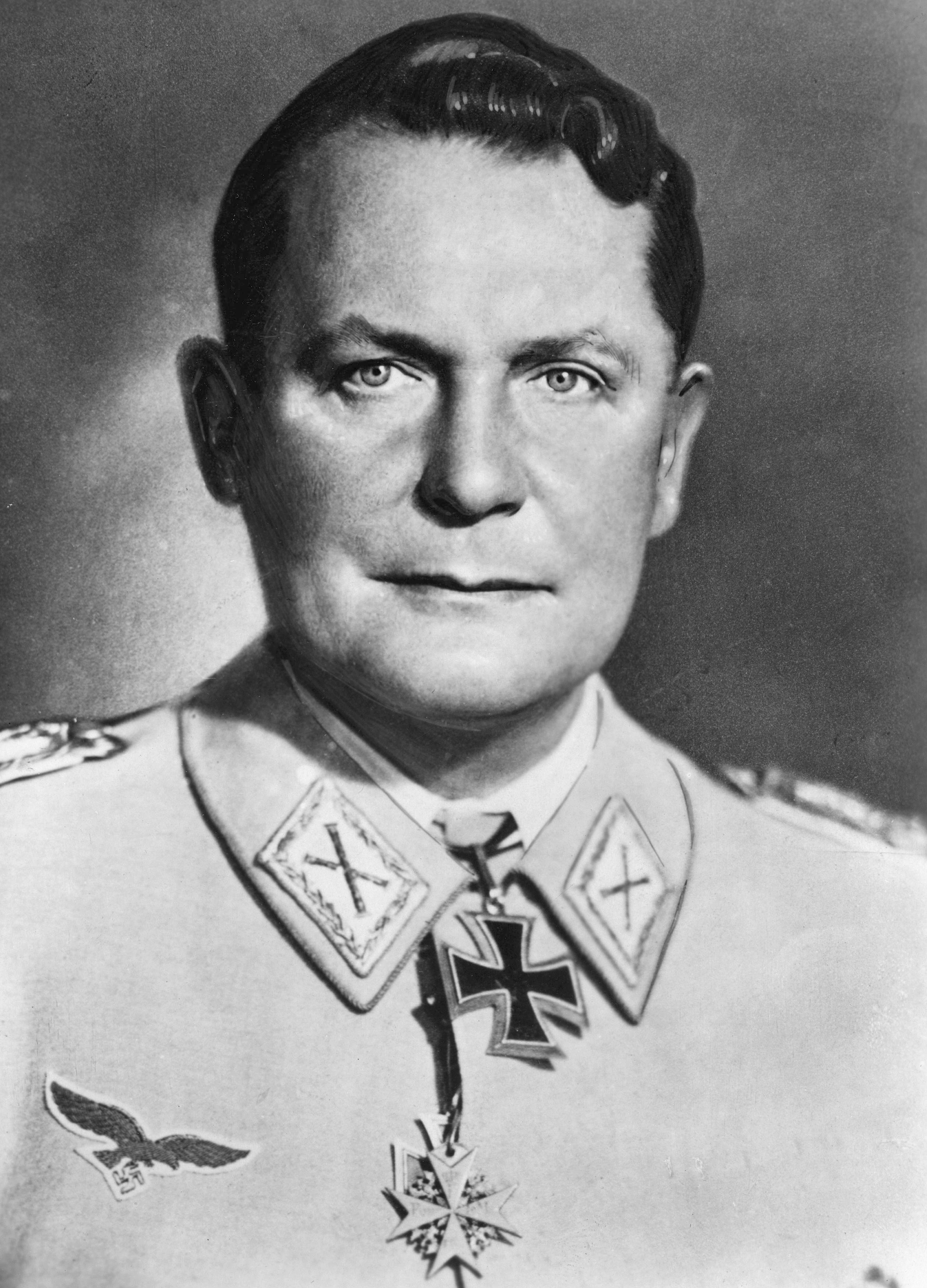
配戴大十字勳章的帝國元帥赫尔曼·戈林

希特勒在1939年9月1日第二次世界大戰爆發時，恢复了铁十字勋章作為德國榮譽系統的一部分。大十字勋章成為了纳粹德国最高级别的军事荣誉。大十字勳章並不是用來獎勵英勇的。它是專門獎勵能夠作出「影響戰爭動向最傑出決策」的參謀軍官們。
纳粹德国的大十字勳章實際上是加大的一個騎士鐵十字勳章，它具備所有騎士鐵十字勳章的特徵，但它更大，寬6.3公分，相對於鐵十字勳章的約4.4公分及騎士鐵十字勳章的4.85公分，預期的設計是有一條金所包圍成的邊緣，但在頒發前卻改為銀邊。此勛章擁有5.7公分寬的飾帶，並且與騎士以及二級勛章的飾帶顏色一樣。勛章盒則是鑲有着金色老鷹和納粹黨徽的紅色皮製盒。
第三帝国空軍司令赫尔曼·戈林因领导德国空军成功地支援了陆军赢得了低地国家和法国战役的胜利獲頒大十字勳章，並同時獲晉升為帝國元帥，是為二次世界大战期間唯一的大十字勋章获得者。他在1940年7月19日在帝国国会获希特勒親自授勋，但這個勳章的原件在他柏林的家中被一次空襲摧毀。戈林有一些額外的複製品，當他於1945年向同盟國投降時，還曾穿戴其中一件有白金鑲邊的。在幾次的官方照片裏，可以看到戈林同時佩戴着他的藍馬克斯勛章、騎士十字勳章以及戴在衣領前的大十字勳章。
1939版也設有星芒大铁十字勋章。但此級的勳章并没有实际颁发。在二战后期其样品被美军缴获，现在被收藏于纽约西点博物馆。

## 延伸閱讀
- 鐵十字勳章
- 戰功十字勳章